# Dummy Boy
| Совокупная оценка    | Совокупная оценка |
| Источник             | Оценка            |
| -------------------- | ----------------- |
| Metacritic           | 38/100            |
| Оценки критиков      |                   |
| Источник             | Оценка            |
| The 405              | 2/10              |
| AllMusic             | [ 8 ]             |
| Consequence of Sound | C−                |
| Financial Times      | [ 10 ]            |
| The Independent      | [ 11 ]            |
| NME                  | [ 3 ]             |
| Pitchfork            | 3.4/10            |
| PopMatters           | [ 13 ]            |
| Rolling Stone        | [ 14 ]            |
| The Times            | [ 15 ]            |

Dummy Boy — дебютный студийный альбом американского рэпера 6ix9ine. Первоначально планировался релиз на 23 ноября 2018 года, но был выпущен на четыре дня позже. На Dummy Boy также отметились гостевым участием такие исполнители, как Ники Минаж, Канье Уэст, Lil Baby, Gunna, Tory Lanez, A Boogie wit da Hoodie, Anuel AA, Бобби Шмурда и другие.
В поддержку Dummy Boy были выпущены синглы «Tati» с участием DJ Spinking, «Fefe» с участием Ники Минаж и Murda Beatz, «Bebe» с Anuel АА и «Stoopid» с участием Бобби Шмурды. 24 ноября 2018 года альбом был опубликован в сети, в результате чего 6ix9ine был вынужден как можно скорее опубликовать альбом официально. Несмотря на отрицательные отзывы критиков, альбом дебютировал на втором месте в американском Billboard 200.

## Продвижение
6ix9ine показал обложку 7 ноября, которую XXL охарактеризовал как анимированное подобие 6ix9ine, мочащееся радугой. 6ix9ine также анонсировал новый безымянный трек, который HotNewHipHop назвал «a Jackie Chan-inspired banger», сделанный в сотрудничестве со Скоттом Сторчем и Тори Ланезом. Несколько дней спустя 6ix9ine объявил в Instagram, что Ники Минаж, Lil Baby, Tory Lanez, A Boogie wit da Hoodie, Gunna, Anuel AA и Бобби Шмурда будут присутствовать на альбоме. Позже он удалил сообщение, опубликовав новое, добавив Канье Уэста.
Во время записи видеоклипа на «Mama» 8 ноября 2018 года двое вооруженных стреляли по особняку с присутствием Уэста и 6ix9ine. Пуля прошла через гримерку Ники Минаж, но ее не было на месте съемки.

## Релиз
7 ноября 2018 года 6ix9ine объявил, что альбом Dummy Boy будет выпущен 23 ноября 2018 года. Первоначально альбом должен был быть выпущен 23 ноября, но за два дня до этой даты в Instagram 6ix9ine было объявлено, что он будет отложен до дальнейшего уведомления после его ареста и суда. 27 ноября 2018 года DJ Akademiks через Twitter сообщил, что альбом будет выпущен в тот же день в результате ранней утечки и по просьбе самого 6ix9ine.

## Коммерческие показатели
Dummy Boy дебютировал на втором месте в американском чарте Billboard 200 с 66.000 единиц, эквивалентных альбому. Это самая высокая позиция альбома 6ix9ine.

## Список композиций
| №                   | Название                                       | Автор(ы)                                                                 | Продюсер                    | Длительность |
| ------------------- | ---------------------------------------------- | ------------------------------------------------------------------------ | --------------------------- | ------------ |
| 1.                  | «Stoopid» (совместно с Бобби Шмурдой)          | Даниэль Эрнандес Andrew Green Ackquille Pollard Brytavious Chambers      | Tay Keith                   | 2:32         |
| 2.                  | «Fefe» (совместно с Nicki Minaj и Murda Beatz) | Эрнандес Green Оника Мараж Shane Lindstrom Kevin Gomringer Tim Gomringer | Murda Beatz Cubeatz         | 2:59         |
| 3.                  | «Tic Toc» (совместно с Lil Baby)               | Эрнандес Green Доминик Джонс Milan Modi Andres Espana                    | Yung Lan                    | 2:16         |
| 4.                  | «Kika» (совместно с Tory Lanez)                | Эрнандес Green Дейстар Петерсон Скотт Сторч Vincent Van den Ende         | Скотт Сторч Avedon          | 2:16         |
| 5.                  | «Mama» (совместно с Nicki Minaj и Kanye West)  | Эрнандес Green Dexter Mills Канье Уэст Maraj Lindstrom Rasool Diaz       | Murda Beatz Sool Got Hits   | 3:12         |
| 6.                  | «Waka» (совместно с A Boogie wit da Hoodie)    | Эрнандес Green Артист Дубоуз Сторч Van den Ende                          | Сторч Avedon                | 2:09         |
| 7.                  | «Bebe» (совместно с Anuel AA)                  | Эрнандес Emmanuel Santiago Ronald Spence, Jr.                            | Ronny J                     | 3:38         |
| 8.                  | «Mala» (совместно с Anuel AA)                  | Эрнандес Santiago Daniel Oviedo                                          | Ovy on the Drums            | 3:27         |
| 9.                  | «Kanga» (совместно с Kanye West)               | Эрнандес Green Mills West Lindstrom                                      | Murda Beatz                 | 2:12         |
| 10.                 | «Feefa» (совместно с Gunna)                    | Эрнандес Green Michael Mora Sergio Kitchens                              | Mora                        | 2:43         |
| 11.                 | «Tati» (совместно с DJ Spinking)               | Эрнандес Green Gibran Jairam Мэтью Самуэльс K. Gomringer T. Gomringer    | Boi-1da Cubeatz DJ Spinking | 2:35         |
| 12.                 | «Wondo»                                        | Эрнандес Green Сторч Van den Ende                                        | Сторч Avedon                | 2:01         |
| 13.                 | «Dummy» (совместно с TrifeDrew)                | Эрнандес Green David Biral Denzel Baptiste                               | Take a Daytrip              | 2:36         |
| Общая длительность: | Общая длительность:                            | Общая длительность:                                                      | Общая длительность:         | 34:30        |

## Творческая группа

### Музыка
- Andres Espana — гитара (3 трек)

### Техника
- Lee «Wizard Lee» Weinberg — сведение (1–4, 6–10, 12, 13 треки), мастеринг (1–4, 6–13 треки), запись (3, 4, 6, 8–10, 12, 13 треки)
- Todd Robinson — сведение (4, 6, 12 треки), запись (4, 6, 12 треки)
- Take a Daytrip — сведение (13 трек), запись (13 трек)

## Чарты
| Чарт (2018)                            | Высшая позиция |
| -------------------------------------- | -------------- |
| Австрия (Ö3 Austria)                   | 35             |
| Бельгия/Фландрия (Ultratop)            | 12             |
| Бельгия/Валлония (Ultratop)            | 52             |
| Канада (Canadian Albums Chart)         | 2              |
| Чехия (ČNS IFPI)                       | 15             |
| Дания (Hitlisten)                      | 4              |
| Нидерланды (Album Top 100)             | 3              |
| Финляндия (Suomen virallinen lista)    | 1              |
| Франция (SNEP)                         | 38             |
| Ирландия (IRMA)                        | 12             |
| Италия (Classifica album)              | 38             |
| Латвия (LAIPA)                         | 1              |
| Новая Зеландия (RMNZ)                  | 8              |
| Норвегия (VG-lista)                    | 3              |
| Швеция (Sverigetopplistan)             | 2              |
| Швейцария (Schweizer Hitparade)        | 30             |
| Великобритания (UK Albums Chart)       | 30             |
| США Billboard 200                      | 2              |
| США (Billboard Top R&B/Hip-Hop Albums) | 2              |

| Чарт (2019)                            | Позиция |
| -------------------------------------- | ------- |
| Бельгия (Ultratop Flanders)            | 95      |
| Бельгия (Ultratop Wallonia)            | 181     |
| Канада (Billboard)                     | 37      |
| Дания (Hitlisten)                      | 91      |
| Нидерланды (Album Top 100)             | 80      |
| Франция (SNEP)                         | 200     |
| Швеция (Sverigetopplistan)             | 66      |
| США Billboard 200                      | 79      |
| США Top R&B/Hip-Hop Albums (Billboard) | 42      |

## Сертификации
| Регион | Сертификация | Продажи   |
| --- | ------------ | --------- |
| Дания (IFPI Danmark) | Золотой      | 10 000    |
| Великобритания (BPI) | Золотой      | 100 000   |
| США (RIAA) | Платиновый   | 1 000 000 |
| * Данные о продажах приведены только на основе сертификации. · ^ Данные о тиражах приведены только на основе сертификации. · Данные о продажах + прослушиваниях приведены только на основе сертификации. |              |           |